# Otvoreni okvir čitanja
U molekularnoj genetici, otvoreni okvir čitanja (ORF) je deo gena koji kodira protein. Mesto transkripcione terminacije je locirano iza ORF-a, izvan translacionog stop kodona. Ako bi se transkripcija zaustavila pre nego što ribozom dosegne translacionni stop kodon, nekompletni protein bi se formirao.
Normalno, umetanja koja prekidaju okvir čitanja uzrokuju mutacije pomeranja okvira sekvenci i dislociraju stop kodone sekvenci.

## Značaj
Otvoreni okviri čitanja se često koriste kao jedan od dokaza u predviđanju gena. Dugački ORF-ovi se često koriste, zajedno sa drugom dokazima, za inicijalno identifikovanje kandidata protein kodirajućih regiona u DNK sekvenci. Prisustvo ORF-a ne mora da znači da se region ikad translira. Na primer, u randomno generisanoj DNK sekvenci sa jednakim procentom svih nukleotida, stop kodon se može očekivati jednom u svaka 21 kodona. Jednostavni algoritam za predviđanje gena prokariota može da traži start kodon, čemu sledi otvoreni okvir čitanja koji je dovoljno dug da kodira tipični protein, pri čemu upotreba kodona tog regiona odgovara karakterističnoj frekvenciji kodirajućeg regiona datog organizma. Sam po sebi čak i dugi otvoreni okvir čitanja nije ubedljiv dokaz prisustvo gena.

## Spoljašnje veze
- Translacija i otvoreni okviri čitanja Архивирано на веб-сајту  (6. април 2011)
- program za nalaženje ORF-ova